# Brachythecium delicatulum
Brachythecium delicatulum är en bladmossart som beskrevs av Seville Flowers 1973. Brachythecium delicatulum ingår i släktet gräsmossor, och familjen Brachytheciaceae. Inga underarter finns listade i Catalogue of Life.